# Familienkasse Bayern Süd
Die Familienkasse Bayern Süd ist mit etwa 980.000 Kunden und einem jährlichen Auszahlvolumen von 5,2 Milliarden Euro eine der größten Familienkassen im Bundesgebiet. Mit Kindergeld, Kinderzuschlag und weiteren finanziellen Hilfen („Notfall-Kinderzuschlag“, Kinderbonus, Kinderfreizeitbonus und Sofortzuschlag für Kinder) unterstützt sie Familien. Zum Aufgabengebiet der Familienkasse gehören auch die umfassende Information und Beratung von leistungsberechtigten Familien.

## Organisation
Die Familienkasse Bayern Süd ist eine von fünfzehn regionalen Familienkassen der BA und betreut Familien im südbayerischen Raum. Die ca. 500 Mitarbeiter verteilen sich auf den Hauptsitz in Regensburg sowie auf die Außenstellen in Augsburg, Deggendorf, Ingolstadt, Kempten, München, Passau und Pfarrkirchen.

## Zuständigkeit
Die Familienkasse Bayern Süd ist für die Auszahlung des Kindergeldes nach dem Einkommensteuergesetz (EStG) und des Kinderzuschlags nach dem Bundeskindergeldgesetz (BKGG) für die Landkreise und kreisfreien Städte in folgenden Agenturbezirken der Bundesagentur für Arbeit zuständig: Augsburg, Deggendorf, Freising, Ingolstadt, Kempten/Memmingen, Landshut/Pfarrkirchen, München, Passau, Regensburg, Rosenheim, Traunstein, Weilheim.

## Bundesweite Sonderzuständigkeit
Die Familienkasse Bayern Süd hat eine bundesweite Sonderzuständigkeit in grenzüberschreitenden Kindergeldfällen. Hier sind vorrangig vor den nationalen Vorschriften die Bestimmungen des europäischen Rechts zu beachten. Damit wird verhindert, dass eine Person gleichzeitig den Rechtsvorschriften mehrerer Mitgliedstaaten unterliegt. In Zusammenhang dieser Sonderzuständigkeit prüft die Familienkasse Bayern Süd Kindergeldansprüche bei Bezug zu den Ländern Kroatien, Österreich, Slowakei, Griechenland oder Lettland. Zudem bearbeitet die Familienkasse Bayern Süd bundesweit alle Anträge, die nach einem zwischenstaatlichen Abkommen mit den Ländern Algerien, Bosnien und Herzegowina, Kosovo, Marokko, Montenegro, Serbien, Tunesien und der Türkei zu beurteilen sind.

## Geschichte
Im Rahmen einer bundesweiten Familienkassenreform wurden in den Jahren 2004 bis 2006 die Familienkassen Memmingen und Weilheim mit Kempten, Landshut mit Regensburg sowie Rosenheim und Traunstein mit Pfarrkirchen zusammengeführt. In einer weiteren Neuorganisation entstand am 1. Mai 2013 aus vormals sieben eigenständigen Organisationen die Familienkasse Bayern Süd in ihrer jetzigen Form. Mit der Aufhebung des § 72 Einkommensteuergesetz (EStG) zum 1. Januar 2024 durch das Jahressteuergesetz 2022 wurde der im Dezember 2016 begonnene Prozess der Bündelung aller Kindergeldfälle bei den Familienkassen der Bundesagentur für Arbeit beendet.

## Digitalisierung

### eAkte
Seit Oktober 2013 führt die Familienkasse Bayern Süd ihre Akten in elektronischer Form. Dabei werden eingehende Poststücke von Scan-Zentren digitalisiert und anschließend in einer eAkte bearbeitet.

### Videoberatung
Seit August 2015 bietet die Familienkasse bei Fragen zum Kinderzuschlag eine Online-Beratung per Videotelefonie an.

### KiZ-Lotse
Der KiZ-Lotse ist eine interaktive Berechnungshilfe, mit der potenzielle Antragsteller seit August 2017 schnell und einfach feststellen können, ob für sie ein Anspruch auf Kinderzuschlag besteht. In moderierten Videos wird die persönliche Situation von Kunden abgefragt. Die Kunden können sich somit trotz räumlicher Entfernung von zu Hause über den Kinderzuschlag informieren und einen individuellen Anspruch prüfen.

### Onlineportal
Seit April 2018 hat die Familienkasse Bayern Süd eine Online-Plattform, um die Kindergeld-Antragstellung auch online zu ermöglichen. Des Weiteren kann ein Familienkassenprofil im Online-Konto der Bundesagentur für Arbeit erstellt werden, um auf Funktionen wie die Onlineübermittlung von Bescheiden zurückzugreifen.

### Bezügestellenservice
Durch die Online-Dienste des Bezügestellenservices werden öffentlichen Diensten Informationen, die zur Berechnung von kindergeldabhängigen Gehalts- und Bezügebestandteilen erforderlich sind, datensicher zur Verfügung gestellt.

## Netzwerk
Die Familienkasse Bayern Süd hat sich in verschiedenen Landkreisen und kreisfreien Städten in ihrem Einzugsgebiet mit Partnern vor Ort zu regionalen Netzwerken für familienpolitische Leistungen zusammengeschlossen. Die Netzwerkteilnehmenden verpflichten sich gegenseitig über die regional verfügbaren Angebote an Familienleistungen zu informieren und stärker zusammenzuarbeiten. Beispiele für solche Netzwerke sind z. B. das Augsburger Netzwerk für Familienleistungen oder das Familiennetzwerk Landkreis Altötting.